# Francine Décary
Francine Décary est une hématologue, chercheuse scientifique et gestionnaire québécoise.

## Biographie
Née à Sainte-Geneviève, dans l'ouest de Montréal le 16 décembre 1943, elle a étudié la médecine à l’Université de Montréal. Elle a ensuite effectué un stage de deux ans au New York Blood Centre, puis a poursuivi ses recherches aux Pays-Bas, à l'Université d'Amsterdam, où elle a obtenu un doctorat en immuno-hématologie. 
Elle a travaillé à la Croix-Rouge de 1977 à 1998, où elle a été directrice générale pour l'Est du Canada de 1995 à 1998. Elle a été présidente et chef de la direction d'Héma-Québec de 1998 à 2011.

## Prix et distinctions
- 1999 - Prix Médecin de cœur et d'action
- 2002 - Ortho Award
- 2002 - Médaille du mérite international du sang
- 2003 - Prix du Réseau des femmes d'affaires du Québec, catégorie Cadre ou professionnel, organisme public ou parapublic
- 2004 - Prix Femme de mérite de la Fondation Y des femmes de Montréal
- 2005 - Prix Armand-Frappier[8]
- 2008 -  Officière de l'Ordre national du Québec[3]
- 2012 -  Officier de l'Ordre du Canada[9]